# Palmer (Teksas)
Palmer je gradić u američkoj saveznoj državi Teksas. Prema popisu stanovništva iz 2010. u njemu je živjelo 2.000 stanovnika.